# Plainville (Eure)
Plainville ist eine französische Gemeinde mit 206 Einwohnern (Stand: 1. Januar 2022) im Département Eure in der Region Normandie. Sie gehört zum Arrondissement Bernay und zum Kanton Bernay.
Die Einwohner werden Plainvillais genannt.

## Geographie
Plainville liegt auf der Grenze des Pays d’Ouche zum Lieuvin, acht Kilometer westlich von Bernay.

### Nachbargemeinden
Umgeben ist Plainville von den Nachbargemeinden Saint-Vincent-du-Boulay im Norden, Caorches-Saint-Nicolas im Osten, Saint-Victor-de-Chrétienville im Süden und Südosten sowie Saint-Mards-de-Fresne im Westen.

## Einwohnerentwicklung
| Jahr      | 1962 | 1968 | 1975 | 1982 | 1990 | 1999 | 2006 | 2013 |
| --------- | ---- | ---- | ---- | ---- | ---- | ---- | ---- | ---- |
| Einwohner | 140  | 146  | 129  | 166  | 171  | 205  | 185  | 189  |

## Sehenswürdigkeiten
- Kirche Saint-Saturnin aus dem 13. Jahrhundert, Umbauten aus dem 16. und 18. Jahrhundert, seit 1886 Monument historique

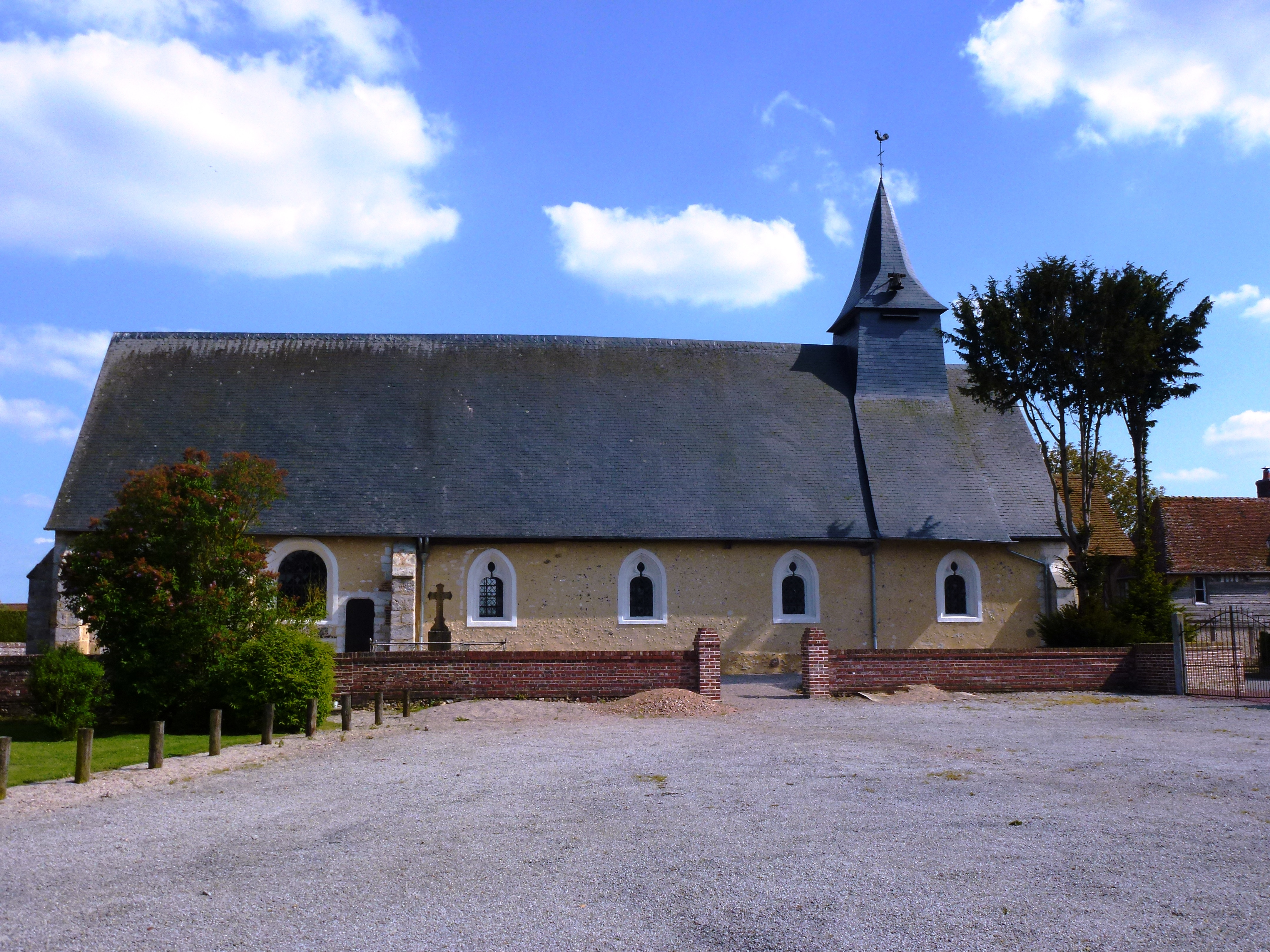
Kirche Saint-Saturnin

- Schloss aus dem Jahre 1754